# Comuna Vâlcele, Covasna
Vâlcele (în maghiară Előpatak) este o comună în județul Covasna, Transilvania, România, formată din satele Araci (reședința), Ariușd, Hetea și Vâlcele. În anul 2011 avea o populație totală de 4.475 de locuitori.

## Istoria
Prima atestare scrisă a satului Ariușd datează din anul 1468. În apropierea localității s-a descoperit o așezare neolitică (ceramică pictată, bijuterii din cupru), făcând parte din cultura Ariușd, Cucuteni, Coțofeni. Satul Hetea este populat în majoritate de cetățeni romi care desfășoară activități tradiționale (culesul ciupercilor și al plantelor medicinale, fabricarea obiectelor din răchită și lemn).

## Așezare geografică
Comuna Vâlcele se află situată în partea sud-vestică a județului, fiind străbătută de drumul județean DJ 103, care este modernizat (asfaltat), în stare de funcționare relativ bună, constituind principala cale de legătură cu zonele învecinate.

## Relief
Teritoriul comunei se întinde deasupra zonei marginale nord-estice a munților Baraolt, altitudinea fiind de 700-900 m.

## Ape
În partea de sud a comunei se află râul Olt. Comuna Vâlcele este situată la o distanță de 17 km față de reședința de județ Sf. Gheorghe. Istoricul comunei și resurse naturale: datorită apelor tămăduitoare, așezarea era cunoscută chiar de romani sub numele "Castrum agua vivarum". Încă din secolul al XVII-lea, în jurul izvoarelor de apă minerală au început să se edifice adăposturi de lemn și scânduri (vara veneau bolnavii din împrejurimi). Cu trecerea timpului renumele apelor minerale din Vâlcele a devenit din ce în ce mai cunoscut. Un aport deosebit la acest lucru l-a avut contele Nemes, care în anul 1770 a ridicat o construcție modernă în stil elvețian, având două nivele, cu destinație de cazare și un restaurant. Acest edificiu a atras nobilimea din zonă, fapt ce a condus la creșterea resurselor financiare și implicit la amenajarea stațiunii.
Din statisticile vremii rezultă că în perioada 1865-1874, media pacienților a fost de 1477 persoane, iar între anii 1930-1938 a depășit 2500 pacienți pe sezon. Stațiunea Vâlcele s-a dezvoltat puternic în perioada cuprinsă între primele decenii ale secolului trecut și până la primul război mondial. În această perioadă s-au dat în funcțiune "Băile clocotitoare" (băile reci), precum și băile calde. La începutul sec. XX se descoperă noi surse de apă minerală, fapt ce conduce la ridicarea unui sanatoriu balnear, dotat cu echipamente moderne de hidroterapie (demolat în anii 30). Cu numai câteva decenii în urmă, localitatea Vâlcele era o stațiune balneară cu mare renume atât în țară cât și peste hotare. Printre distinșii vizitatori din țară care și-au petrecut o perioadă de timp la Vâlcele amintim familile Ghica, Știrbei, Cantacuzino, Florescu precum și personalități de marcă: Gheorghe Barițiu, Nicolae Bălcescu, Titu Maiorescu. Printre vizitatorii străini care au vizitat stațiunea se numără arhiducele austriac Iosif și principele Serbiei, Miloș Obrenovici, care drept recunoștință pentru eficacitatea tratamentului efectuat a finanțat în anul 1843 construirea bisericii ortodoxe din Vâlcele.
Localitatea de reședință a comunei Vâlcele este satul Araci aflat la o distanță relativ egală față de celelalte sate care alcătuiesc comuna. Prima atestare documentară a localității există din anul 1332. Intensele legături dintre localnici și alte zone ale țării s-au concretizat printr-o permanentă și durabilă circulație a cărților și publicaților. Revelator este faptul că în 1938 în Araci erau 23 licențiați, 3 studenți și 19 absolvenți din "școli speciale și secundare", precum și numeroși absolvenți de școli speciale de mașini, agricultură și contabilitate.
Satul Araci a dat culturii și spiritualității românești importante personalități și figuri de primă mărime ale culturii naționale. În Araci s-a născut mitropolitul Nicolae Colan (1893-1967).
În anul 1882 s-a născut la Araci scriitorul Romulus Cioflec. În fața școlii din localitate care în prezent poartă numele scriitorului, se află bustul lui Romulus Cioflec. Cu sprijinul Ministerului Culturii, Muzeul Carpaților Răsăriteni, în locuința natală a scriitorului s-a amenajat "Casa memorială Romulus Cioflec". La marginea localității se află amplasat Cimitirul Eroilor.

## Potențial economic
Comuna Vâlcele are un potențial economic mediu în comparație cu celelalte comune ale județului Covasna. Activitatea de zootehnie prezintă un interes deosebit datorită condițiilor naturale existente (pășuni și fânețe) care permit extinderea intensivă a acestei ramuri. Cele trei localități ale comunei Ariușd, Araci și Vâlcele dispun de centrală telefonică digitală, având la dispoziție toate facilitățile oferite de aceasta. În comună funcționează o fabrică de mobilă, o moară, o brutărie și un număr de 23 S.R.L.-uri cu diferite profile de activitate depanare radio-tv, service-auto, vulcanizare și echilibrare roți, croitorie, fierărie, sculptură în lemn și olărit.

## Scurtă caracterizare socio-culturală
Populația comunei Vâlcele este de 3642 locuitori, din care: 549 în satul Ariușd, 1957 în satul Araci, 944 în satul Vâlcele și 192 în satul Hetea. Componenta etnică a populației este formată din 1087 români, 580 maghiari, 2081 rromi, 2 germani și 2 greci. Principalele confesiuni sunt cea ortodoxă, reformată, romano-catolică, penticostală și adventistă. În fiecare localitate, principala zonă funcțională o constituie zonele de locuit, care ocupă suprafețele cele mai întinse din intravilan. Mărirea intravilanului este justifcată prin numeroasele solicitări ale populației de a construi locuințe proprii, precum și unele construcții de utilitate publică (dotări hoteliere, baze de tratament, unități productive și economice). Numărul gospodăriilor din comună este de 1078, din care: 463 în Araci, 362 în Vâlcele, 199 în Ariușd și 54 în Hetea.
În fiecare sat din comună, cu excepția satului Hetea, există câte un Cămin Cultural unde pot fi organizate activități socio-culturale. În satele Vâlcele și Araci funcționează Școli Generale, iar în satele Ariușd și Hetea funcționează școli cu clasele I-IV. Existența grădinițelor cu grupe separate sau mixte în funcție de vârsta preșcolarilor, poate fi remarcată în toate cele 4 sate ale comunei. Limbile de predare în școli și grădinițe sunt româna și maghiara. Cadrele didactice care își desfășoară activitatea în învățământul din comună sunt cadre calificate, cu pregătire de specialitate și cadre în curs de calificare.

## Sănătate
În localitatea Vâlcele funcționează Spitalul de patologie neuro-musculară "Dr. Radu Horea", cu un număr de 110 paturi. Spitalul "Radu Horea" este unic în țară prin specificul său și se află în curs de modernizare. În localitatea Vâlcele, "Unitatea de îmbuteliere a apei minerale", reprezintă principalul obiectiv economic în domeniul industrial. Apele minerale din Vâlcele se pot utiliza atât în cura internă, cât și în cura externă, fiind indicate în tratamentul afecțiunilor aparatului cardio-vascular, ale sistemului nervos periferic, ale tubului digestiv și glandelor anexe, precum și în afecțiuni renale. Mediul natural al comunei este în stare bună, neexistând surse majore de poluare a mediului. Peisajul variat și reconfortant, precum și clima din zonă, care prezintă câteva însușiri favorabile din punct de vedere balneo-climateric (presiune atmosferică relativ scăzută, temperaturi medii mai joase, aerul bogat în ozon), sunt propice pentru dezvoltarea turismului.

## Strategia de dezvoltare
La Ariușd există un parc geologic (stâncile Ciocașului) de interes național. În următorii ani, comuna va beneficia de unele modificări menite să ridice pe cât posibil nivelul de trai al locuitorilor.
În localitățile Vâlcele și Araci sunt în curs de realizare rețeaua de aducțiune și distribuție a apei potabile, precum și realizarea dotărilor aferente (sursă de apă în lunca Oltului, stație de pompare, epurare, rezervor de înmagazinare). În proiectul strategiei de dezvoltare a "Unității de îmbuteliere a apei minerale" este propusă deschiderea unei linii de îmbuteliere a băuturilor răcoritoare. În domeniul turismului se propune amplificarea și diversificarea dotărilor și amenajărilor pentru sport și agrement, încurajarea agro-turismului, valorificarea zonelor cu valoare peisagistică, istorică și cu resurse hidrominerale. Având în vedere cele prezentate și ținând cont de resursele financiare existente și de potențialii investitori, sperăm într-o dezvoltare a capacităților de producție, cât și a turismului local.

## Demografie
Componența etnică a comunei Vâlcele
     Romi (58,84%)
     Români (31,59%)
     Maghiari (5,05%)
     Alte etnii (0,05%)
     Necunoscută (4,46%)
Componența confesională a comunei Vâlcele
     Penticostali (45,94%)
     Ortodocși (38,53%)
     Reformați (4,25%)
     Adventiști (3,72%)
     Alte religii (2,86%)
     Necunoscută (4,7%)
Conform recensământului efectuat în 2021, populația comunei Vâlcele se ridică la 5.559 de locuitori, în creștere față de recensământul anterior din 2011, când fuseseră înregistrați 4.475 de locuitori. Majoritatea locuitorilor sunt romi (58,84%), cu minorități de români (31,59%) și maghiari (5,05%), iar pentru 4,46% nu se cunoaște apartenența etnică. Din punct de vedere confesional, cei mai mulți locuitori sunt penticostali (45,94%), cu minorități de ortodocși (38,53%), reformați (4,25%) și adventiști (3,72%), iar pentru 4,7% nu se cunoaște apartenența confesională.

## Politică și administrație
Comuna Vâlcele este administrată de un primar și un consiliu local compus din 15 consilieri. Primarul, Mihály Dima[*], de la Partidul Național Liberal, este în funcție din 1 noiembrie 2024. Începând cu alegerile locale din 2024, consiliul local are următoarea componență pe partide politice:
|  | Partid                                 | Consilieri | Componența Consiliului | Componența Consiliului | Componența Consiliului | Componența Consiliului | Componența Consiliului |
|  | -------------------------------------- | ---------- | ---------------------- | ---------------------- | ---------------------- | ---------------------- | ---------------------- |
|  | Alianța pentru Unirea Românilor        | 5          |                        |                        |                        |                        |                        |
|  | Partidul Național Liberal              | 5          |                        |                        |                        |                        |                        |
|  | Partidul Social Democrat               | 4          |                        |                        |                        |                        |                        |
|  | Uniunea Democrată Maghiară din România | 1          |                        |                        |                        |                        |                        |

## Personalități născute aici
- Pompiliu Nistor (1883 - 1961), medic;
- Gyula Dávid[7] (n. 1928), istoric literar.